# Dzieci Wszystkich Gwiazd
Dzieci Wszystkich Gwiazd, minialbum zespołu Bracia z 2003 roku, wydany własnym sumptem przy udziale firmy Art Creation. Rejestracji utworów dokonano w studiu Mariusza Kiliana, oraz w studiu Tomka Bidiuka.

## Lista utworów
1. „Dzieci Wszystkich Gwiazd” – 3:22
2. „Sunday Morning” – 6:19
3. „Love” – 4:35
4. „Missing Every Moment” – 3:07

## Twórcy
- Piotr Cugowski – wokal
- Wojciech Cugowski – gitara, wokal wspierający
- Tomasz Gołąb – gitara basowa
- Krzysztof Patocki – perkusja
- Tomasz Bidiuk – instrumenty klawiszowe, produkcja muzyczna, realizacja dźwięku